# Domaine de Vassal
Le domaine de Vassal est un centre de recherche sur la vigne et le siège d'une collection ampélographique. Il appartient au centre de l'Institut National de Recherche Agronomique de Montpellier.

## Situation géographique
Le domaine est implanté entre Agde et Sète, sur une langue de sable entre la mer Méditerranée et l'Étang de Thau, sur la commune de Marseillan. Le domaine est maintenant menacé de submersion marine.

## Historique
La collection ampélographique a été créée en 1876 à l'École d'agriculture de Montpellier (devenue École nationale supérieure agronomique de Montpellier, puis sup'Agro Montpellier) pour conserver les variétés de vigne menacés par le phylloxera et les échantillons reçus de tous les continents. La surface réduite et l'état sanitaire médiocre des spécimens vont conduire le professeur Jean Branas à transférer la collection au domaine de Vassal en 1949-1950.
Le choix d'un terrain sableux est dicté par l'impossibilité pour le phylloxera de s'y développer. De plus, les nématodes vecteurs de virus ne peuvent s'y multiplier et déplacer. Ces conditions sont indispensables pour une collection : lorsqu'un cépage unique ou très rare est trouvé, il n'est pas question de savoir s'il est sain avant de le planter. Ce n'est qu'après sa mise en culture que les tests sanitaires peuvent être effectués. La culture dans le sable permet de faire voisiner des cépages sains avec des cépages malades, sans risque d'expansion des viroses.

## La collection

### Matériel végétal

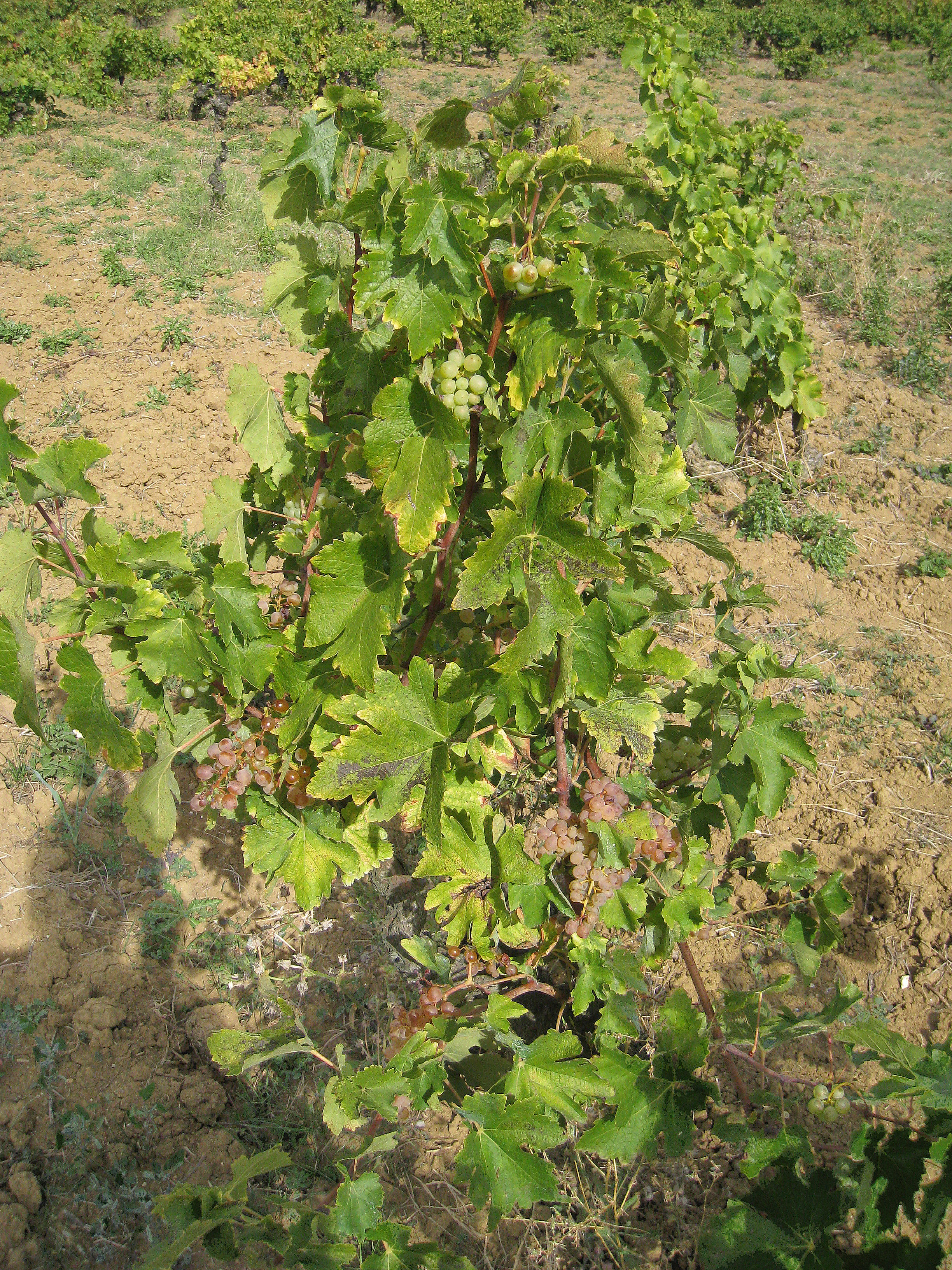
Cep de verdanel

La collection est enrichie tous les ans de nouvelles introductions. Elle comporte 2300 cépages de Vitis vinifera, 800 variétés de métis inter-spécifiques, 230 variétés de porte-greffe ou encore 28 espèces de vignes sauvages. De plus, deux mille variétés récentes (obtentions de métis, d'hybrides) ou en cours d'identification sont aussi cultivées.
Des variétés qui ne sont plus exploitées dans le vignoble sont conservées en collection, avec 5 souches par exemplaire. La collection joue le rôle de conservatoire. 
La génétique viticole permet d'identifier des cépages rares : un cépage quasi disparu comme la magdeleine noire des Charentes N, s'est révélée être parente du merlot N et du côt N, deux cépages diffusés mondialement et d'importance majeure. Cette collection constitue une banque de données génétiques utile dans l'optique de création de nouveaux cépages. En effet, les motifs de création ne manquent pas : créer des variétés plus tolérantes aux principales maladies pour réduire les traitements, trouver des variétés mieux adaptés au réchauffement climatique (tolérance à la chaleur et à la sècheresse, synthèse des sucres et des acides équilibrée...), avoir des raisins adaptés aux évolutions de goût des consommateurs... 
L'examen d'un cépage inconnu commence par un comparatif de son génome avec celui des exemplaires de la collection. 
La collection est aussi une réserve destinée à la réintroduction de cépages oubliés dans leur vignoble d'origine. Ainsi, Robert Plageoles y a retrouvé le verdanel, vieux cépage gaillacois présumé disparu dont il connaissait l'existence par les écrits ; ce cépage est désormais à nouveau cultivé à Gaillac.
La collection permet aussi d'enrichir ou créer d'autres collections ou de mettre en place des parcelles expérimentales. Dans ce but, le domaine de Vassal effectue un travail de multiplication, conditionnement et expédition de ses cépages,.

### Moyens techniques
La collection est implantée sur 19 hectares et dispose d'une pépinière et de 400 m2 de serres. Dix personnes œuvrent pour l'entretien et l'évolution de la collection.

### Evolution
Le transfert de la collection dans le domaine de Pech Rouge, près de Gruissan, est engagé, avec replantage de l'ensemble des cépages. Il doit s'achever en 2032.